# Redondazaur
Redondazaur (Redondasaurus) – rodzaj wymarłych gadów naczelnych z kladu Crurotarsi, z rzędu fitozaurów.
Żył w okresie późnego triasu (230–200 mln lat temu) na terenach obecnej Ameryki Północnej. Długość ciała do 12 m, wysokość ok. 1,5 m, długość głowy 1,5 m, masa 11–12 t. Jego skamieniałości znaleziono w USA (w stanie Nowy Meksyk).
Był jednym z największych fitozaurów. Miał krótkie kończyny, grzbiet pokryty kostnymi tarczkami oraz wydłużony, lecz dość silny pysk. Anatomia redondazaura wskazuje, że większość życia spędzał w rzekach i jeziorach. Prawdopodobnie polował z zaskoczenia.

## Gatunki
- Redondasaurus bermani
- Redondasaurus gregorii